# Großsteingrab Barkow
Das Großsteingrab Barkow war eine megalithische Grabanlage der jungsteinzeitlichen Trichterbecherkultur bei Barkow, einem Ortsteil von Barkhagen im Landkreis Ludwigslust-Parchim (Mecklenburg-Vorpommern). Robert Beltz (1854–1942) führte es 1899 noch als erhalten, es wurde also erst im 20. Jahrhundert zerstört.

## Lage
Das Großsteingrab befand sich im Forst Blockkoppel zwischen Barkow und Schlemmin. Im gleichen Waldstück befindet sich bei Kritzow das Großsteingrab im Forst Blockkoppel. Etwa 3 km südwestlich liegen die Großsteingräber im Forst Sandkrug.

## Beschreibung
Bei der Anlage handelte es sich um ein kammerloses Hünenbett unbekannter Ausrichtung mit einer Länge von 100 Fuß (ca. 30 m) und einer Breite von 24 Fuß (ca. 8 m). Um 1805 wurde hier eine Grabung durchgeführt. Dabei wurden Keramikscherben, ein eiserner Ring, etwas Ocker und einige unidentifizierbare, verrostete Eisengegenstände gefunden.